# Aada (Vorname)
Aada [ˈɑː.dɑ] ist ein weiblicher Vorname.

## Herkunft und Bedeutung
Beim Namen Aada handelt es sich um eine finnische Variante des hebräischen, deutschen oder skandinavischen Namens Ada.

## Verbreitung
Der Name Aada hat sich in Finnland unter den 10 beliebtesten Mädchennamen etabliert. Als höchste Platzierung erreichte er im Jahr 2019 Rang 2 der Hitliste. Im Jahr 2023 belegte er Rang 3.